# ネデリノ
ネデリノ（ブルガリア語: Недѐлино, ラテン文字転写: Nedelino）は、ブルガリア南部のスモリャン州にある町。ロドピ山脈の山中に位置する。1934年以前はウズンデレ（Узун дере、長い小川という意味）という町名だった。

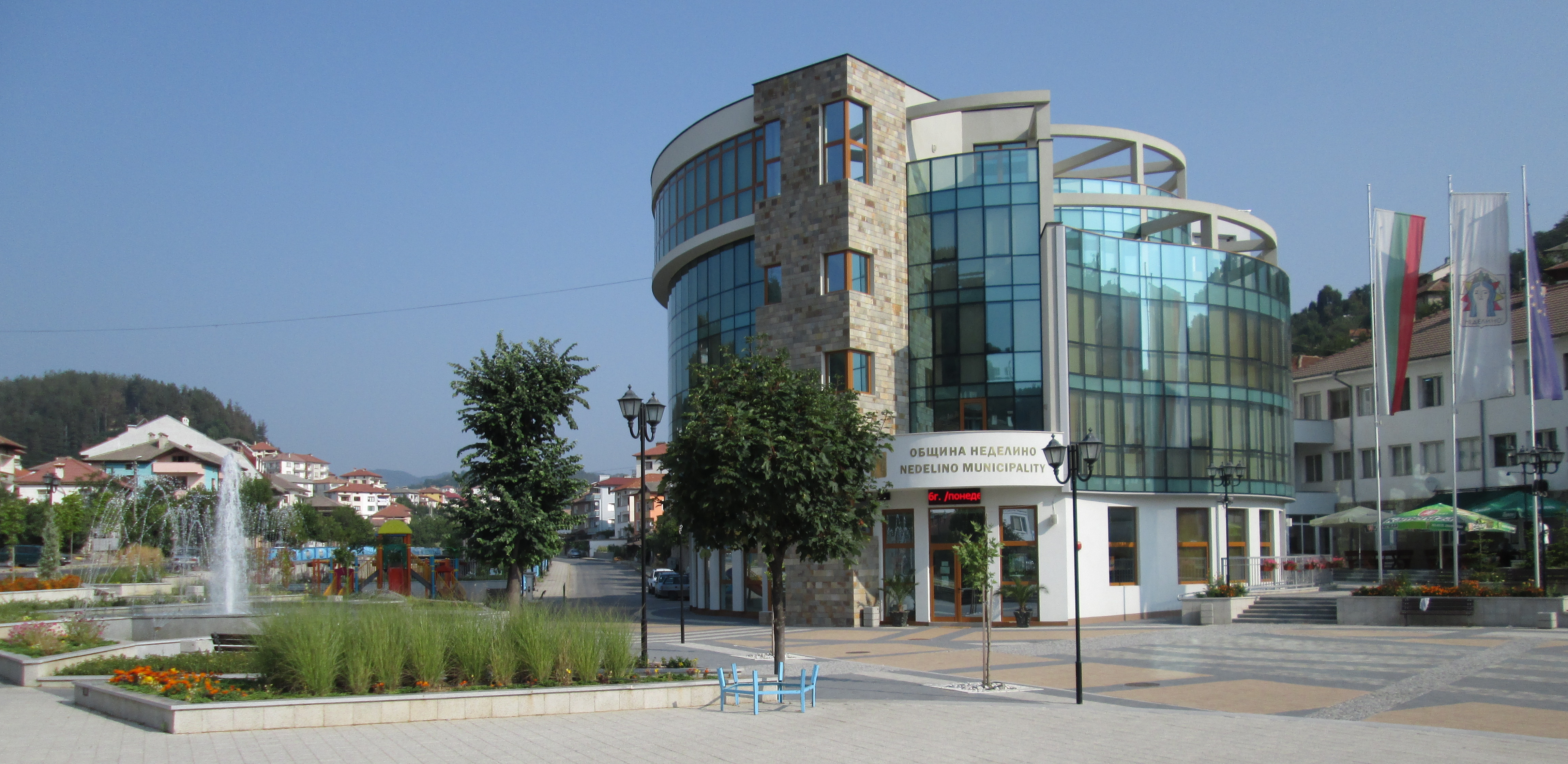
ネデリノ市庁舎
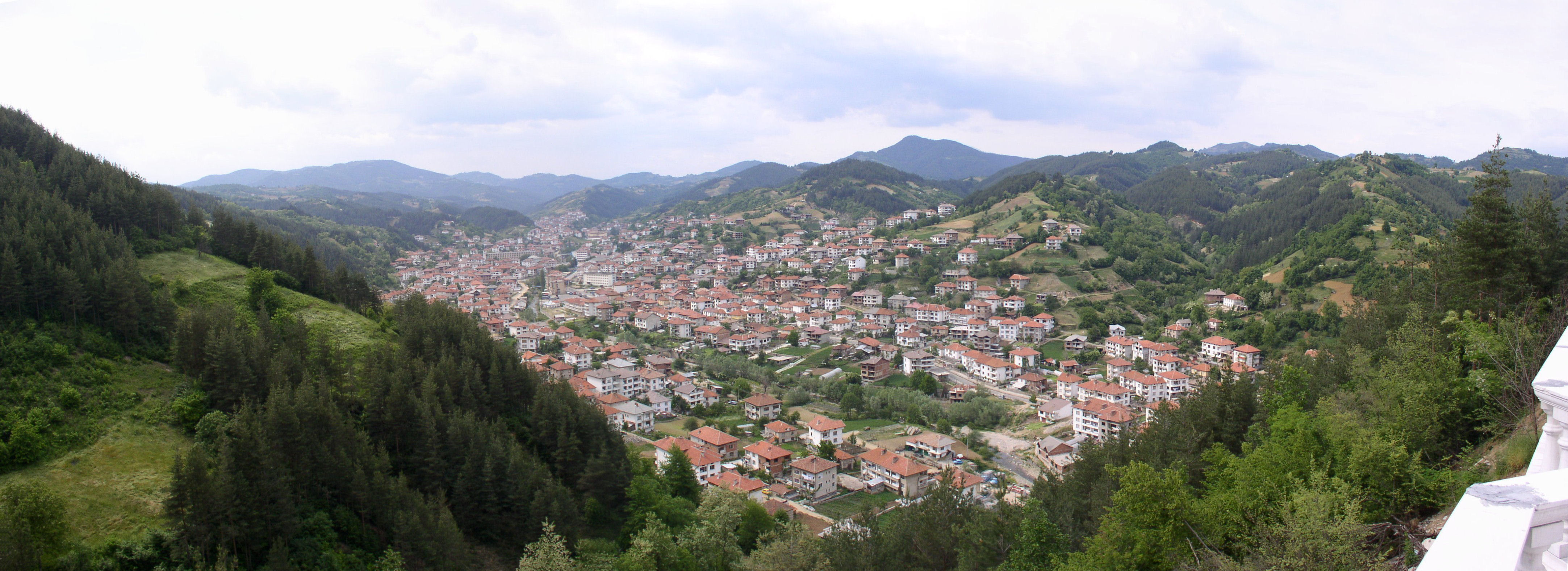
市街のパノラマ写真